# Lisów (województwo podkarpackie)
Lisów – wieś w Polsce, położona w województwie podkarpackim, w powiecie jasielskim, w gminie Skołyszyn.
W latach 1975–1998 miejscowość administracyjnie należała do województwa krośnieńskiego.
Powierzchnia wsi wynosi 421,7 ha.

## Integralne części wsi
| SIMC    | Nazwa     | Rodzaj    |
| ------- | --------- | --------- |
| 0360141 | Bania     | część wsi |
| 0360158 | Bobikówka | część wsi |
| 0360164 | Podgórze  | część wsi |
| 0360170 | Potoki    | część wsi |
| 0360187 | Ryczak    | część wsi |
| 0360193 | Zagumnie  | część wsi |

## Położenie geograficzne
Lisów jest położony w południowej części Pogórza Ciężkowickiego (położenie od 290 do 350 m n.p.m.), 10 km na zachód od Jasła, 2 km na północ od Skołyszyna oraz 6 km na wschód od Biecza.
Lisówek, który był integralną częścią Lisowa, w 1911 roku został przyłączony do Skołyszyna.
Średnia roczna temperatur wynosi 7,5 °C, a suma rocznych opadów waha się od 750 mm do 850 mm.
Przewaga rzeźby pagórkowatej utrudnia prace uprawowe. Rolnictwo charakteryzuje się dużym rozdrobnieniem - większość gospodarstw rolnych produkuje wyłącznie w celu zaspokojenia własnych potrzeb. Zaledwie znikoma część gospodarstw (głównie sadownicy) przeznacza swoją produkcję na sprzedaż.

### Pochodzenie nazwy
Nazwa wsi jest nazwą dzierżawczą i pochodzi od nazwy osobowej: Lis. Na przestrzeni wieków nazwa przybierała różne formy. I tak w 1399 pojawia się nazwa Lyssow; w 1419 Lissow; przed 1480 Jan Długosz używa nazwy Lysszow; od 1581 przybiera nazwę obecną Lisów.

## Historia
Pierwsze osadnictwo na terenie Lisowa datuje się na II - IV wiek n.e., kiedy to plemiona kultury przeworskiej zaczęły stawiać pierwsze osady w tym regionie. Na podstawie badań archeologicznych przeprowadzonych w Lisowie w 1959 roku przypuszcza się, iż teren ten był zamieszkiwany już w epoce brązu i żelaza (tezę tę potwierdzają ostatnie badania na grodzisku w Trzcinicy, które to datują pierwsze osadnictwo w tym rejonie na początek epoki brązu). Na terenie wsi znajduje się grodzisko z X-XIII wieku. Gród ten był jednym z kilku grodów obronnych w tym rejonie, na szlaku handlowym na Węgry. Znaczenie tego grodu było bardziej strategiczne, niż ekonomiczne - jego upadek wiąże się z pierwszymi najazdami Tatarów w XIII wieku, a także ze wzrostem strategicznego znaczenia kasztelanii bieckiej. W 1386 roku wieś Lisów została lokowana przez Królową Jadwigę na prawie magdeburskim i przekazana jako posiadłość Spytkowi z Melsztyna.
a
Rozkwit wsi przypadł na przełom XIX i XX wieku, kiedy to w 1907 roku powstała w Lisowie Ochotnicza Straż Pożarna, a w 1928 roku szkoła podstawowa. Wybudowano  także rozlewnię mleka. Jednak wybuch II wojny światowej przerwał rozbudowę wsi.
Podczas II wojny światowej na terenie wsi działała Armia Krajowa. Po jej zakończeniu w Skołyszynie utworzono Radę Narodową i zaczęto wcielać w życie plany gospodarki socjalistycznej. Na początku lat 90. rozbudowano i unowocześniono istniejące już zakłady pracy, a także zaczęto inwestować w infrastrukturę drogową, która do tej pory była niedofinansowana.

## Religia
Od XIV wieku Lisów należał do parafii w Sławęcinie. Na fali strajków „Solidarności” na początku lat 80. XX wieku ksiądz Śnieżek postanowił wybudować kościół w Lisowie z pominięciem informowania o tym władz gminnych. W 1983 roku oddano do użytku nowy kościół w Lisowie. W 1986 roku Lisów został przeniesiony do nowo erygowanej parafii w Skołyszynie. W grudniu 2005 roku po kilku latach starań utworzono parafię Matki Bożej Królowej Polski, należącą do dekanatu Jasło Zachód, diecezji rzeszowskiej. Parafia rzymskokatolicka obejmuje wioskę Lisów, także po kilka domostw z parafii Skołyszyn i Bączala Górnego (parafia Bączal Dolny).